# 藤原龍一郎
藤原 龍一郎（ふじわら りゅういちろう、1952年1月18日 - ）は、歌人、俳人。福岡県出身。歌誌「短歌人」元編集人。「駄句駄句会」同人、俳号は「媚庵（びあん）」。日本歌人クラブ名誉会長。石岡市図書館文化アドバイザー。

## 来歴・人物
福岡県生まれで、3歳のとき東京に移住。大阪府立池田高等学校を卒業。浪人中の1970年に中井英夫の『黒衣の短歌史』を読み、塚本邦雄、春日井建、寺山修司などの前衛短歌に衝撃を受ける。慶應義塾大学に入学するが、寺山と早稲田大学短歌会に憧れて再受験し、早稲田大学第一文学部文芸科を卒業。学生時代は早稲田大学短歌会およびワセダミステリクラブに所属し、仙波龍英や康珍化、北村薫、高千穂遙らと交友を持った。
大学在学中の1972年に「短歌人」に入会。高瀬一誌の薫陶を受け、西王燦とライバル関係にあった。大学卒業後はニッポン放送に入社し、ラジオディレクターとして「高田文夫のラジオビバリー昼ズ」ほかヒット番組を多く育てた。その後フジテレビジョン、扶桑社に転籍。1990年に「ラジオ・デイズ」で第33回短歌研究新人賞受賞。2010年から9年にわたって「短歌人」編集人を担当。
芸能人やサブカルチャー関連の固有名詞を多用した短歌を特徴とする。放送局でニュース制作に携わった経験から、「今、この瞬間」という「時代の表層の部分」を残していくべきだとの信念で、「人名などの固有名詞でも、その瞬間最も重い、または輝いている固有名詞なら入れてしまって、五年後、十年後にその名前が分からなくなってもしょうがない」という意識で固有名詞を詠み込んでいるという。
藤原月彦の名義で赤尾兜子に師事した俳人でもあり、耽美性の強い俳句を発表して「JUNE」にも連載を持っていた。
前述の高千穂遙との交友から、『クラッシャージョウ』劇場版主題歌「飛翔〈NEVER END〉」を作詞した。

## 著書
- 王権神授説 句集 深夜叢書社 1975
- 貴腐 句集 深夜叢書社 1981
- 夢見る頃を過ぎても 歌集 邑書林 1989.9 ISBN 4946407006
- 嘆きの花園 歌集 ジャテック出版 1997.5 ISBN 4880440736
- 切断 歌集 フーコー 1998.1 ISBN 4795236399
- 短歌の引力―藤原龍一郎短歌発言集 柊書房 2000.7 ISBN 4939005755
- 東京式―99・10・1‐00・3・31 歌集 北冬舎 2001.1 ポエジー21 ISBN 4900456810
- 花束で殴る 歌集 柊書房 2002.4 ISBN 4899750269
- 藤原龍一郎歌集 砂子屋書房 2004.9 現代短歌文庫 ISBN 479040451X
- 楽園 歌集 角川書店 2006.7 角川短歌叢書 ISBN 404621709X
- ことばの翼・詩歌句 2007年7月号 特集：藤原龍一郎の世界 北溟社 2007.7 ISBN 489448563X
- 藤原龍一郎集 邑書林 2008.1 セレクション歌人 ISBN 4897095921
- ジャダ 歌集 短歌研究社 2009.10 ISBN 4862721575
- 藤原龍一郎歌集・続 砂子屋書房 2012.4 現代短歌文庫 ISBN 4790413934
- 藤原月彦全句集 六花書林 2019.6  ISBN 4907891806
- 歌集 202X 六花書林 2020.3 ISBN 9784910181028

## テレビ
- 「ＢＳ短歌会スペシャル 新春紅白歌人対抗　歌合わせ十番勝負」 - NHKアーカイブス（1996年1月1日）
- 「ＮＨＫ歌壇 蒔田さくら子」 - NHKアーカイブス（2002年4月21日）
- 「ＮＨＫ歌壇 浪曼を歌うロマンと決意」 - NHKアーカイブス（2004年2月28日）
- 「ＮＨＫ俳句 題“胡桃（くるみ）”／母よ湯が熱き」 - NHKアーカイブス（2009年10月18日）